# Ernst Ogris
Ernst Ogris (* 9. Dezember 1967 in Wien; † 30. März 2017 ebenda) war ein österreichischer Fußballspieler.

## Karriere
Der jüngere Bruder von Austria-Wien-Legende Andreas Ogris spielte ab 1986 an der Seite seines Bruders bei den Veilchen in der Bundesliga, wurde aber im Frühjahr 1988 an den VSE St. Pölten verliehen. Nach zwei Jahren St. Pölten kam Ernst Ogris in die Südstadt zum FC Admira/Wacker. Mit den Admiranern spielte er im ÖFB-Cupfinale und kam in einigen Europacupspielen zum Einsatz, wonach er auch von Teamchef Alfred Riedl in die Nationalmannschaft berufen wurde. In seinem einzigen Länderspieleinsatz gegen Dänemark in Odense (1:2) am 5. Juni 1991 schoss er auch ein Tor. 1993 wurde er von Hertha BSC verpflichtet. Er schoss in seiner ersten Saison sieben Tore in 21 Zweitligaspielen. Im Winter 1994/95 kehrte er dann nach Österreich zurück und spielte bis zum Saisonende bei Admira/Wacker und seither bei mehreren kleinen Wiener Vereinen, zuletzt in der Saison 2008/09 bei KSC/FCB Donaustadt. Dazwischen gab es auch (1999/2000) ein Engagement in der Regionalliga Mitte beim FC St. Veit. Von 2008 bis 2010 war er Trainer bei der SV Donau in der Wiener Stadtliga und nach dem Abstieg in der Wiener Oberliga B. Ab der Saison 2012/2013 trainierte er den Weinviertler Amateurverein SV Göllersdorf.
Ab 22. Oktober 2012 war er Trainer des FC Kapellerfeld in der Wiener Oberliga B. Nachdem er zuvor den SPC Helfort Wien trainiert hatte, war er bis zu seinem Tod Trainer des SV Eichgraben.

## Tod
Ogris starb am 30. März 2017 im Alter von 49 Jahren im Kaiser-Franz-Josef-Spital, nachdem er nach einer Virusinfektion in künstliches Koma versetzt worden war.
Er wurde am Stammersdorfer Zentralfriedhof bestattet.